# Ambasciatori veneziani nell'Impero ottomano
L'ambasciatore veneziano nell'Impero ottomano era il primo rappresentante diplomatico della Repubblica di Venezia nell'Impero ottomano.
I rapporti diplomatici tra i due stati iniziarono 1350 quando i dogi di Venezia si allearono con la Sublime Porta per contrastare il crescente potere della Repubblica di Genova e per mantenere la supremazia nel Mar Mediterraneo. Il Bailò, come veniva chiamato l'ambasciatore veneziano nell'Impero ottomano, risiedeva nel Palazzo di Venezia, un palazzo nel quartiere di Beyoğlu di Costantinopoli. Oltre a questi ambasciatori, occasionalmente vennero scelti altri rappresentanti con diversi compiti minori per tutto l'impero ottomano.

## Ambasciatori
- 1350-1360: Nicolò Pisani
- 1360: Leonardo Contarini
- 1360-1368: Giacomo Bragadin
- 1368-1376: Marco Giustinian
- 1376: Pietro Corner
- 1376: Marino Memmo
- 1377: Giovanni Gradenigo
- 1377: Pietro Corner
- 1377: Donato Tron
- 1382: Fantino Zorzi
- 1382: Giovanni Miani
- 1382: Saraceno Dandolo
- 1382-1384: Giovann Bembo
- 1384-1387: Marino Malipiero
- 1387-1388: Daniele Angolo
- 1388-1390: Alvise Dandolo
- 1390-1392: Francesco Querini
- 1392-1393: Guglielmo Querini
- 1393-1397: Bianco da Riva
- 1397: Benedetto Soranzo
- 1397-1399: Paolo Zane
- 1399: Pietro Arimondo
- 1399: Giovanni Cappello
- 1399-1401: Giovanni da Canal
- 1401: Francesco Foscarini
- 1401.1403: Nicolò Cappello
- 1403-1406: Giacomo Surian
- 1406-1407: Francesco Giustinian
- 1407-1408: Giovanni Loredan
- 1408: Pietro Zen
- 1408-1409: Giovanni Loredan
- 1409-1411: Francesco Giustinian
- 1411: Pietro de' Greci
- 1411-1413: Giacomo Trevisan
- 1413: Pietro de' Greci
- 1413-1414: Francesco Foscari
- 1414-1416: Francesco Foscarini
- 1416-1417: Dolfino Venier
- 1417-1418: Giovanni Diedo
- 1418-1421: Bertuccio Diedo
- 1421-1423: Benedetto Emo
- 1423: Santo Venier
- 1423-1424: Nicolò Zorzi
- 1424-1425: Pietro Loredan
- 1425-1426: Fantino Michial
- 1426: Giovanni de Bonisio
- 1426: Bernabò Loredan
- 1426: Giacomo Dandolo
- 1426-1427: Andrea Mocenigo
- 1427-1428: Benedetto Emo
- 1428-1430: Giacomo Dandolo
- 1430-1433: Silvestro Morosini
- 1433-1435: Marino Zen
- 1435-1444: Giovanni de Bonisio
- 1444-1445: Marino Querini
- 1445: Alvise Loredan
- 1445-1451: Andrea Foscolo
- 1451-1454: Lorenzo Moro
- 1454-1456: Bartolomeo Marcello
- 1456-1458: Lorenzo Vitturi
- 1458-1459: Michele Cappello
- 1459-1461: Domenico Balbi
- 1461: Nicolò Sagundino
- 1461-1466: Paolo Barbarigo
- 1466-1467: Giacomo Venier
- 1467-1470: Leonardo Boldù
- 1470: Nicolò Cocco
- 1470-1471: Francesco Cappello
- 1471: Nicolò Cocco
- 1471-1472: Francesco Cappello
- 1472-1474: Marco Aurelio
- 1474-1477: Girolamo Zorzi
- 1477-1479: Benedetto Trevisan
- 1479: Giovanni Dario
- 1479: Pietro Vettore
- 1479: Battista Gritti
- 1479-1481: Pietro Vitturi
- 1481-1482: Antonio Veturini
- 1482-1486: Pietro Bembo
- 1486: Antonio Ferro
- 1486-1487: Ermolao Minio
- 1487-1489: Antonio Ferro
- 1489-1492: Onfrè Giustinian
- 1492-1493: Girolamo Marcello
- 1493-1497: Alvise Sagundino
- 1497-1499: Andrea Gritti
- 1499-1503: Andrea Zancani
- 1503-1507: Aloisio Sagundino
- 1507-1508: Andrea Foscolo
- 1508-1510: Leonardo Bembo
- 1510-1512: Alvise Arimondo
- 1512-1516: Nicolò Giustinian
- 1516: Leonardo Bembo
- 1516-1519: Pietro Donà
- 1519-1520: Tommaso Contarini
- 1520-1522: Marco Minio
- 1522-1523: Andrea Priuli
- 1523-1524: Pietro Zen
- 1524-1525: Pietro Bragadin
- 1525-1526: Pietro Zen
- 1526-1529: Marco Minio
- 1529-1530: Tommaso Mocenigo
- 1530-1531: Francesco Bernardo
- 1531-1532: Pietro Zen
- 1532-1533: Tommaso Contarini
- 1533-1536: Nicolò Giustinian
- 1536: Daniele Di Federici
- 1536-1537: Giacomo da Canal
- 1537: Jacopo Canal
- 1537-1543: Flavio Orsini
- 1543-1545: Vincenzo Zantani
- 1545: Stefano Tiepolo
- 1545-1547: Alessandro Contarini
- 1547-1550: Alvise Renier
- 1550-1552: Bernardo Navagero
- 1552-1554: Domenico Trevisan
- 1554-1556: Antonio Erizzo
- 1556-1558: Antonio Barbarigo
- 1558-1560: Marino Cavalli
- 1560-1562: Girolamo Ferro
- 1562: Daniele Barbarigo
- 1562-1564: Andrea Dandolo
- 1564-1566: Vittore Bragadin
- 1566-1568: Jacopo Soranzo
- 1568-1571: Marcantonio Barbaro
- 1571: Alessandro Donato
- 1571-1572: Antonio Barbaro
- 1572-1575: Antonio Tiepolo
- 1575-1576: Giovanni Correr
- 1576-1577: Antonio Barnaro
- 1577-1578: Nicolò Barbarigo
- 1578-1579: Giovanni Correr
- 1579-1580: Gabriele Cavazza
- 1580-1582: Paolo Contarini
- 1582: Gianfrancesco Morosini
- 1582-1585: Giacomo Soranzo
- 1585: Lorenzo Bernardo
- 1585-1587: Francesco Morosini
- 1587-1590: Giovanni Moro
- 1590-1591: Girolamo Lippomano
- 1591: Lorenzo Bernardo
- 1591-1593: Matteo Zane
- 1593-1595: Marco Venier
- 1595-1599: Girolamo Cappello
- 1599-1600: Vincenzo Gradenigo
- 1600-1602: Agostino Nani
- 1602-1604: Francesco Contarini
- 1604: Ottaviano Bon
- 1604-1608: Giovanni Mocenigo
- 1608-1611: Simeone Contarini
- 1611-1612: Cristoforo Valier
- 1612-1614: Simone Contareni
- 1614: Almorò Nani
- 1614-1618: Cristoforo Valier
- 1618-1620: Francesco Contarini
- 1620-1624: Giorgio Giustinian
- 1624-1626: Simeone Contarini
- 1626-1629: Sebastiano Venier
- 1629-1632: Giovanni Cappello
- 1632-1634: Pietro Foscarini
- 1634-1636: Giovanni Capello
- 1636-1639: Alvise Contarini
- 1639-1640: Girolamo Trevisan
- 1640-1642: Pietro Foscarini
- 1642-1652: Giovanni Soranzo
- 1652-1654: Giovanni Cappello
- 1654-1668: Giovanni Battista Ballarino
- 1668-1671: Alvise da Molin
- 1671: Giacomo Querini
- 1671-1675: Giovanni Cappello
- 1675-1679: Giovanni Morosini
- 1679-1681: Pietro Civran
- 1681-1683: Giovanni Battista Donà
- 1683-1699: Giovanni Cappello
- 1699-1703: Lorenzo Soranzo
- 1703: Ascanio Giustinian
- 1703-1705: Alvise Mocenigo
- 1705-1709: Carlo Ruzzini
- 1709-1712: Alvise Mocenigo
- 1712-1718: Andrea Memmo
- 1718-1720: Carlo Ruzzini
- 1720: Giovanni Emo
- 1720-1723: Giovanni II Cornaro
- 1723: Francesco Gritti
- 1723-1726: Giovanni II Cornaro
- 1726-1729: Daniele Dolfin
- 1729-1730: Francesco Donà
- 1730-1733: Angelo Emo
- 1733-1739: Simmeone Contarini
- 1739-1742: Nicolò Erizzo
- 1742-1745: Giovanni Donà
- 1745-1748: Francesco Venier
- 1748-1751: Andrea da Lezze
- 1751-1754: Antonio Diedo
- 1754-1757: Antonio Donà
- 1757-1761: Francesco Foscari
- 1761-1764: Pietro Correr
- 1764-1767: Giovanni Antonio Ruzzini
- 1767-1770: Girolamo Ascanio Giustinian
- 1770-1774: Paolo Renier
- 1774-1778: Bartolommeo Gradenigo
- 1778-1781: Andrea Memmo
- 1781-1785: Agostino Garzoni
- 1785-1788: Girolamo Zulian
- 1788-1792: Nicolò Foscarini
- 1792-1796: Ferigo Todero Foscari
- 1796-1797: Francesco Vendramin